# Condado de Greene (Missouri)
O Condado de Greene (em inglês:  Greene County) é um dos 114 condados do estado americano do Missouri. A sede e maior cidade do condado é Springfield. Foi fundado em 2 de janeiro de 1833.
O condado possui uma área de 1 756 km², dos quais 1 749 km² estão cobertos por terra e 7 km² por água, uma população de 275 174 habitantes, e uma densidade populacional de 157,3 hab/km² (segundo o censo nacional de 2010). É o quinto condado mais populoso do Missouri.